# Kirill Petrenko
Kirill Petrenko (Russisch: Кирилл Гарриевич Петренко) is een Oostenrijks-Russische dirigent, geboren op 11 februari 1972 in Omsk, destijds in de USSR.
Petrenko werd vooral bekend door zijn werk met verschillende prestigieuze orkesten en operahuizen. Hij begon zijn carrière in Oostenrijk, waar hij werkte bij het Vorarlberger Landestheater en later bij het Meininger Theater in Duitsland. In 2002 werd hij benoemd tot muzikaal directeur van de Komische Oper Berlin.
In 2015 werd Petrenko benoemd tot chef-dirigent van de Berliner Philharmoniker, een van de meest prestigieuze dirigentenposities ter wereld. Hij begon officieel in deze rol in 2019, na het vertrek van Simon Rattle. Onder zijn leiding heeft het orkest zich verder ontwikkeld, met een focus op zowel het traditionele symfonische repertoire als op moderne en minder bekende werken.
- Bibsys: 7051664
- Bibliothèque nationale de France: cb15512690v (data)
- CiNii: DA16484063
- Gemeinsame Normdatei: 135356296
- International Standard Name Identifier: 0000 0000 8415 9115
- Library of Congress Control Number: n2006032411
- MusicBrainz: 11395c65-588d-4a8f-b365-47d1f39a03c7
- Nationale Bibliotheek van Tsjechië: xx0188474
- Nationale Bibliotheek van Israël: 987007406739505171
- Système universitaire de documentation: 276101081
- Virtual International Authority File: 120076402
- WorldCat: E39PBJB4j9CmWKhhKtBXhC9Rrq